# Colleen McCullough
Colleen Margaretta McCullough (Wellington, Australia, 1 de junio de 1937-Isla Norfolk, Australia, 29 de enero de 2015) fue una escritora australiana de novelas románticas e históricas. Obtuvo gran fama por su novela The Thorn Birds de 1977, llevada a la televisión con el título de El pájaro canta hasta morir o El pájaro espino.

## Biografía
McCullough nació en 1937 en Wellington, en la región Central West de Nueva Gales del Sur, a James y Laurie McCullough. Su padre era de ascendencia irlandesa y su madre neozelandesa de ascendencia parcialmente maorí. Durante su infancia, la familia se desplazaba mucho. Su familia acabó estableciéndose en Sídney, donde asistió al Holy Cross College, Woollahra, teniendo un gran interés tanto por la ciencia como por las humanidades.
Tenía un hermano menor, Carl, que se ahogó en la costa de Creta cuando tenía 25 años mientras intentaba rescatar a turistas en apuros. Basó en él un personaje de El pájaro espino y también escribió sobre él en Life Without the Boring Bits.
Antes de cursar estudios superiores, McCullough se ganaba la vida como profesora, bibliotecaria y periodista. En su primer año de estudios de medicina en la Universidad de Sídney sufrió dermatitis por el jabón quirúrgico y le dijeron que abandonara sus sueños de convertirse en doctora en medicina. En su lugar, se pasó a la neurociencia y trabajó en el Royal North Shore Hospital de Sídney.Durante los diez años siguientes trabajó como investigadora y profesora en Yale.
En 1963, McCullough se trasladó durante cuatro años al Reino Unido; en el Great Ormond Street Hospital de Londres conoció al director del departamento de neurología de la Universidad de Yale, quien le ofreció un puesto de investigadora asociada en Yale. Pasó 10 años (de abril de 1967 a 1976) investigando y enseñando en el Departamento de Neurología de la Facultad de Medicina de Yale en New Haven, Connecticut, Estados Unidos. Durante su estancia en Yale escribió sus dos primeros libros. Uno de ellos, El pájaro espino, se convirtió en un bestseller internacional y en uno de los libros más vendidos de la historia, con ventas de más de 30 millones de ejemplares en todo el mundo, que en 1983 inspiró una de las miniseries de televisión más vistas de todos los tiempos.
Tras El pájaro espino, McCullough escribió su obra magna: siete novelas sobre la vida y la época de Julio César, cada una de ellas un coloso de hasta 1.000 páginas. La serie Los Maestros de Roma la ocupó durante casi 30 años, desde principios de la década de 1980 hasta la publicación del último volumen en 2007. La investigación fue una tarea monumental: en las estanterías de su casa se acumuló una biblioteca de varios miles de libros y monografías sobre todos los aspectos de la historia y la civilización romanas. Dibujó mapas de ciudades y campos de batalla, recorrió los museos del mundo en busca de bustos e inscripciones, consultó a expertos de una docena de universidades y registró todos los datos conocidos sobre su tema y su época.
El éxito de estos libros le permitió abandonar su carrera médico-científica e intentar «vivir en [sus] propios términos» A finales de la década de 1970, tras pasar temporadas en Londres y Connecticut, se instaló en el aislamiento de la Isla de Norfolk, frente a la costa de Australia continental, donde conoció a su marido, Ric Robinson.Se casaron en abril de 1984.[cita requerida] Con su nombre de nacimiento Cedric Newton Ion-Robinson, fue miembro de la Asamblea Legislativa de la Isla de Norfolk. Cambió formalmente su nombre por el de Ric Newton Ion Robinson en 2002.[cita requerida]
La novela de McCullough de 2008, La independencia de la señorita Mary Bennet generó polémica con su reelaboración de personajes de la obra de  Orgullo y prejuicio de Jane Austen. Susannah Fullerton, presidenta de la Sociedad Jane Austen de Australia, dijo que «se estremeció» al leer la novela, ya que le parecía que Elizabeth Bennet había sido reescrita como débil, y Mr. Darcy como salvaje. Fullerton dijo: «Elizabeth es una de las heroínas más fuertes y vivas de la literatura... [y] la generosidad de espíritu y la nobleza de carácter de Darcy hacen que ella se enamore de él: ¿por qué deberían cambiar esos rasgos esenciales de ambos en veinte años?"

## Muerte

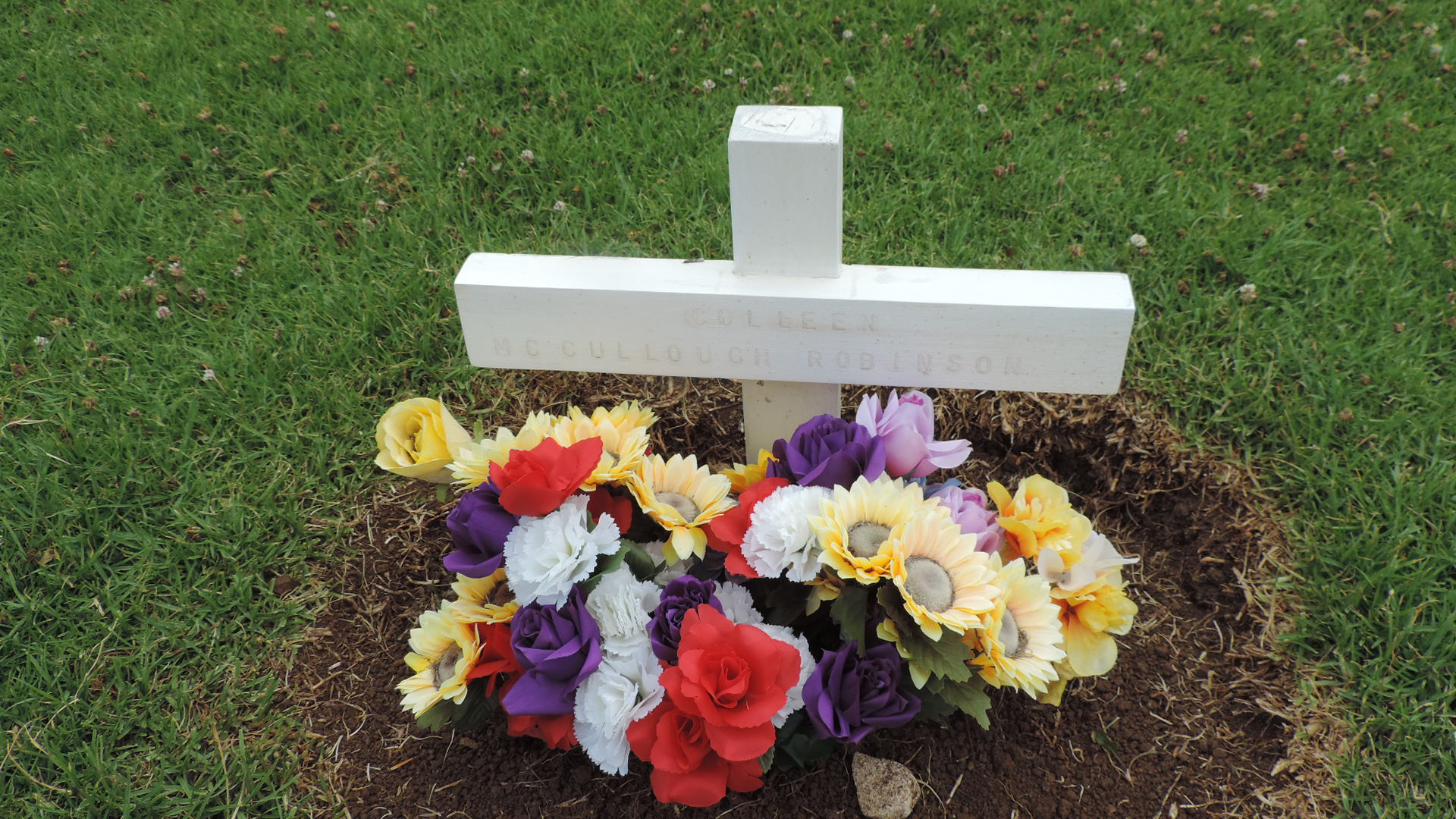
Close-up of her headstone in Emily Bay Cemetery, Norfolk Island, 2015

McCullough falleció el 29 de enero de 2015, a los 77 años, en el Hospital de la Isla de Norfolk, Burnt Pine, a causa de una aparente insuficiencia renal tras sufrir una serie de pequeños derrames cerebrales. Había sufrido un deterioro de la vista debido a una degeneración macular hemorrágica, y también padecía osteoporosis, neuralgia del trigémino, diabetes y cáncer de útero, y utilizaba una silla de ruedas a tiempo completo.
Fue enterrada en una ceremonia funeraria tradicional de la isla de Norfolk en el cementerio de Emily Bay, en la isla.

## Premios y reconocimientos

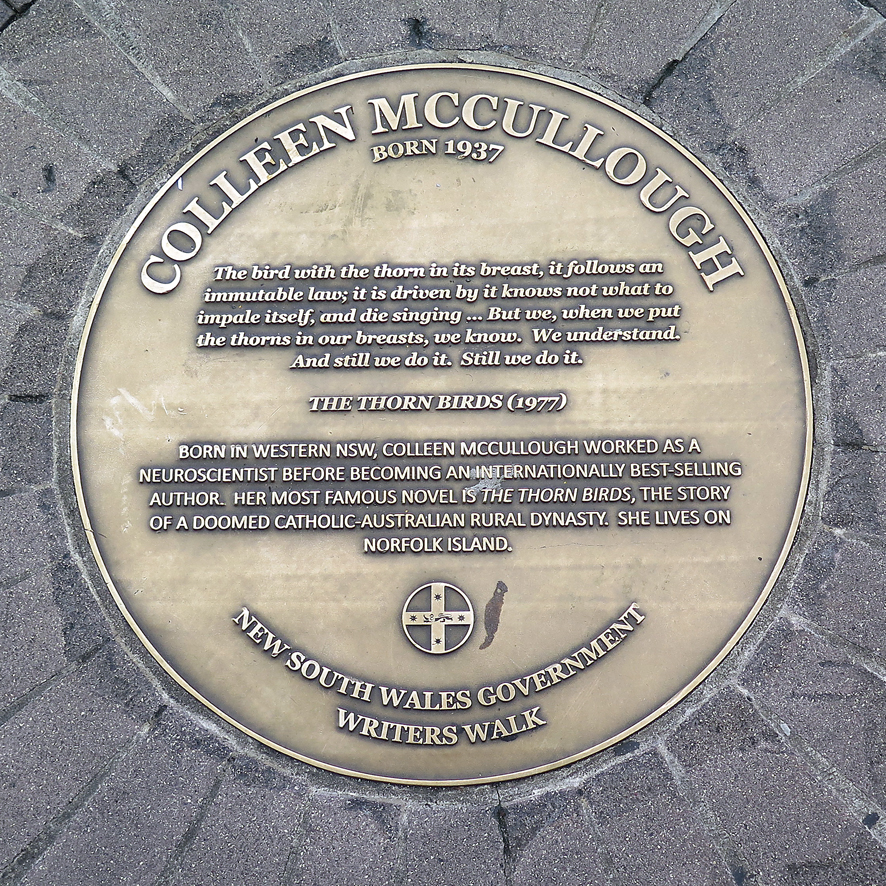
Placa conmemorativa del "Sydney Writers Walk" dedicada a la escritora y a su novela El pájaro espino de 1977

En 1978, McCullough recibió el premio Golden Plate Award de la American Academy of Achievement. En 1984, un retrato de McCullough, pintado por Wesley Walters, fue finalista del Premio Archibald. El premio se concede al «mejor retrato pintado preferentemente de un hombre o una mujer que se haya distinguido en las artes, las letras, la ciencia o la política». La profundidad de la investigación histórica de las novelas sobre la antigua Roma le valió la concesión de  doctorado honorario en historia  por la Universidad Macquarie en 1993.
McCullough fue nombrada Oficial de la Orden de Australia el 12 de junio de 2006, «por su servicio a las artes como autora y a la comunidad a través de funciones de apoyo a programas educativos nacionales e internacionales, disciplinas médico-científicas y organizaciones y causas benéficas».

## Controversias
Tras la publicación de Las señoritas de Missalonghi en 1987, McCullough fue acusada de haber plagiado El castillo azul, una novela de Lucy Maud Montgomery de 1926. McCullough respondió que cualquier parecido se debía al recuerdo subconsciente.
En una entrevista concedida a The Sydney Morning Herald en noviembre de 2004 para promocionar Angel Puss, McCullough afirmó que a los hombres de Isla Pitcairn que fueron condenados por encuentros sexuales con niños se les debería haber permitido seguir su «costumbre» y mantener relaciones sexuales con chicas jóvenes. «Los Poms han sacado el látigo y es una vergüenza absoluta. Son costumbres indígenas y no deberían tocarse. Fueron los primeros en habitar la isla de Pitcairn, y son racialmente únicos», afirmó. «También es hipócrita. ¿Alguien se opone cuando los musulmanes siguen sus costumbres?" Los comentarios generaron historias en su momento, y se mencionaron en sus obituarios.

## Obra literaria

### Novelas diversas
- Tim (1974); traducción castellana: Tim (Círculo de Lectores, 1981).
- The Thorn Birds (1977); traducción castellana: El pájaro espino (Plaza y Janés, 1978).
- An Indecent Obsession (1981); traducción castellana: Una obsesión indecente (Plaza y Janés, 1992).
- A Creed for the Third Millennium  La pasión del Dr. Christian" (en su versión al castellano) (1985)
- The Ladies of Missalonghi (1987); traducción castellana: Las señoritas de Missalonghi (Edhasa, 1987).
- The Song of Troy (1998); traducción castellana: La canción de Troya (Planeta, 1998).
- Morgan's Run (2000); traducción castellana: La huida de Morgan (Ediciones B, 2005).
- The Touch (2003): traducción castellana: El desafío (Ediciones B, 2004).
- Angel Puss (2004); traducción castellana: Angel (Ediciones B, 2007).
- The Independence of Miss Mary Bennet (2008); traducción castellana: La nueva vida de Miss Bennet (Espasa, 2010).
- Bittersweet (2013); traducción castellana: Agridulce (Ediciones B, 2015).

### SerieMasters of Rome
Masters of Rome (Señores de Roma) es una serie de novelas históricas que se sitúan cronológicamente en el último siglo de la República romana, en concreto entre los años 110 y 27 a. C., y recoge las vidas y carreras políticas de los principales líderes del período: Cayo Mario (ca. 157-86 a. C.), Lucio Cornelio Sila (ca. 140-78 a. C.). Cneo Pompeyo Magno (106-48 a. C.), Marco Licinio Craso (115-53 a. C.), Cayo Julio César (100-44 a. C.) y la juventud de César Augusto (63 a. C.-14 d. C.). 
La serie de novelas también incluye a un gran número de importantes personajes históricos romanos como Marco Emilio Escauro, Quinto Cecilio Metelo el Numídico, Publio Rutilio Rufo, Marco Livio Druso, Quinto Lutacio Cátulo, Lucio Apuleyo Saturnino, Quinto Hortensio, Quinto Cecilio Metelo Pío, Quinto Sertorio, Publio Sulpicio Rufo, Marco Tulio Cicerón, Lucio Licinio Lúculo, Lucio Cornelio Cinna, Cayo Verres, Marco Calpurnio Bíbulo, Lucio Sergio Catilina, Marco Porcio Catón, Publio Clodio Pulcro, Publio Vatinio, Aulo Gabinio, Cayo Octavio Turino, Tito Labieno, Cayo Escribonio Curión, Tito Anio Milón, Marco Junio Bruto, Cayo Casio Longino, Cayo Trebonio, Décimo Junio Bruto Albino, Marco Emilio Lépido, Marco Antonio, Marco Vipsanio Agripa, Cneo Domicio Enobarbo... Del mismo modo aparecen figuras extranjeras como Yugurta de Numidia, Mitrídates VI del Ponto, Espartaco, Vercingetórix, Cleopatra VII de Egipto, Cesarión... 
McCullough también ofrece un retrato de algunas mujeres romanas, como Aurelia, madre de César; Servilia, madre de Bruto y hermanastra de Catón el Joven; Cornelia, hija de Sila; Pompeya, esposa de César; Marcia, esposa de Catón; Porcia, hija de Catón y esposa de Bruto; Calpurnia, esposa de César; Clodia, hermana de Clodio, Octavia la Menor, hermana de César Octavio; Livia Drusila, esposa de César Octavio... y una larga serie de damas de la nobilitas romana, vistas en ocasión con una mirada satírica. La autora también incide en el hombre de la calle romano, personificado por el personaje ficticio Lucio Decumio.
La serie consta de los siguientes volúmenes: 
- The First Man in Rome (1990); traducción castellana. El Primer Hombre de Roma (Planeta, 1990). Recoge el período de los años 110-100 a. C.[29][30]
- The Grass Crown (1991); traducción castellana: La corona de hierba (Planeta, 1991). Recoge el período de los años 99-86 a. C.
- Fortune's Favourites (1993); traducción castellana: Favoritos de la fortuna (Planeta, 1993). Recoge el período de los años 83-69 a. C.
- Caesar's Women (1996); traducción castellana: Las mujeres de César (Planeta, 1996). Recoge el período de los años 68-58 a. C.
- Caesar  (1997); traducción castellana: César (Planeta, 1998). Recoge el período de los años 54-48 a. C.
- The October Horse (2002); traducción castellana: El caballo de César (Ediciones B, 2003). Recoge el período de los años 48-42 a. C.
- Antony and Cleopatra (2007); traducción castellana: Antonio y Cleopatra (Planeta, 2008). Recoge el período de los años 41-27 a. C.[31]

Cada volumen de la serie cuenta con un detallado glosario, ilustraciones y mapas realizados por la propia autora, y notas en las que McCullough detalla los motivos por los que ha mostrado algunos sucesos de una manera determinada. La serie destaca por la riqueza de detalles, una documentación prodigiosa y unos personajes sólidos. Uno de los puntos fuertes de la saga es el meticuloso retrato de la vida política de la Roma tardorrepublicana: el juego de facciones políticas, los debates en el senado y en las asambleas populares, los procesos por corrupción o abuso de poder a algunos políticos de la época o campañas militares concretas, como por ejemplo, la guerra contra Yugurta (111-105 a. C.), la invasión de cimbros y teutones (115-101 a. C.; incluyendo el desastre de la batalla de Arausio en el año 105 a. C.); las guerras civiles romanas del siglo I a. C.; las guerras mitridáticas contra el rey Mitrídates VI del Ponto (88-84, 83-81 y 74-63 a. C.); la rebelión de Espartaco (73-71 a. C.) o la guerra de las Galias (58-50 a. C.).

### Serie de Carmine Delmonico
- On, Off (2006); traducción castellana: On, off (Ediciones B, 2011).
- Too Many Murders (2009); traducción castellana: Muertes paralelas (Ediciones B, 2011).
- Naked Cruelty (2010).
- The Prodigal Son (2012); traducción castellana: El hijo pródigo (Ediciones B, 2014).
- Sins of the Flesh (2013).